# Atheliaceae
Atheliaceae es una familia del reino Fungi perteneciente a la orden Atheliales. De acuerdo con una estimación realizada en 2008, la familia contiene 22 géneros y 106 especies.

## Géneros
- Amphinema
- Athelia
- Athelicium
- Athelopsis
- Athelocystis
- Butlerelfia
- Byssocorticium
- Byssoporia
- Digitatispora
- Elaphocephala
- Fibulomyces
- Hypochnella
- Lobulicium
- Lyoathelia
- Melzericium
- Mycostigma
- Piloderma
- Pteridomyces
- Tylospora